# محسن سليماني
محسن سليماني هو صحفي جزائري يشغل منصب مدير إذاعة الجزائر الدولية منذ عام 2007. وُلد في الجزائر، وينحدر من ولاية سعيدة. حصل على شهادة الليسانس في العلوم السياسية والعلاقات الدولية من جامعة الجزائر.

## المسيرة المهنية
بدأ سليماني مسيرته الإعلامية في الإذاعة الجزائرية سنة 1986، حيث تخصص في إعداد وتقديم البرامج السياسية. من أبرز برامجه: قضية وحوار وتحولات، اللذان ناقشا قضايا سياسية محلية ودولية.
تقلد خلال مسيرته عددًا من المناصب التحريرية، منها:
- نائب رئيس التحرير في القناة الأولى للإذاعة الجزائرية.

- رئيس التحرير في القناة نفسها.

- مدير القناة الأولى للإذاعة الجزائرية بين عامي 2002 و2005.

- منذ سنة 2007، يشغل منصب مدير إذاعة الجزائر الدولية.

## الحياة الشخصية
محسن سليماني متزوج من الإعلامية رتيبة بلقاسمي.